# GSC 03089-00929
| 太陽 | GSC 03089-00929 |
| ---- | --------------- |
| 太陽 | Exoplanet       |

GSC 03089-00929、またはTrES-3は、ヘルクレス座の12等級の恒星である。G型主系列星だが、太陽よりは若干冷たく、小さい。ガイア計画で観測された年周視差によると太陽系から約760光年の位置にある。
GSC 03089-00929の周りには、惑星が1つ発見されている。この惑星が主星の前面を通過することで減光するため、2015年に惑星通過による変光星（EP型）として登録された。ヘルクレス座V1434星というアルゲランダー記法による変光星名も付与されている。

## 惑星系
2007年、大西洋両岸系外惑星サーベイのトランジット法による観測で、木星の1.3倍の大きさを持つ太陽系外惑星TrES-3 bが発見された。
| 名称 （恒星に近い順） | 質量                   | 軌道長半径 （天文単位）   | 公転周期 (日) | 軌道離心率 | 軌道傾斜角 | 半径                   |
| --------------------- | ---------------------- | ------------------------- | ------------- | ---------- | ---------- | ---------------------- |
| b (Umbäässa)          | 1.910 +0.075 −0.080 MJ | 0.02282 +0.00023 −0.00040 | 1.30618581    | 0          | 81.85°     | 1.336 +0.031 −0.037 RJ |

## 名称
2019年、世界中の全ての国または地域に1つの系外惑星系を命名する機会を提供する「IAU100 Name ExoWorldsプロジェクト」において、GSC 03089-00929星系 はリヒテンシュタイン公国に割り当てられる系外惑星系となった。このプロジェクトは、「国際天文学連合100周年事業」の一環として計画されたイベントの1つで、リヒテンシュタイン国内での選考、国際天文学連合 (IAU) への提案を経て太陽系外惑星とその主星に固有名が承認されるものであった。2019年12月17日、IAUから最終結果が公表され、GSC 03089-00929 はPipoltr、HD 149143 bはUmbäässaと命名された。これらはともにリヒテンシュタインに生息する昆虫の現地名に由来している。Pipoltr は、トリーゼンベルク地方の方言で鮮やかで目立つ蝶で、恒星の性質を暗示している。Umbäässaは、南リヒテンシュタイン地方の方言では、小さくかろうじて見える蟻で、惑星の性質を暗示している。